# Le Plessis-Grohan
Le Plessis-Grohan település Franciaországban, Eure megyében. Lakosainak száma 928 fő (2022. január 1.). Le Plessis-Grohan Chambois, Les Baux-Sainte-Croix, Grossœuvre, Guichainville és Les Ventes községekkel határos.

## Népesség
A település népességének változása:
| Lakosok száma | 286  | 648  | 625  | 730  | 832  | 848  | 870  | 911  | 919  | 928  |
|               | 1968 | 1982 | 1990 | 2006 | 2013 | 2015 | 2017 | 2019 | 2020 | 2022 |